# Печать Флориды
Большая печать штата Флорида (англ. The Great Seal of the State of Florida) — один из государственных символов штата Флорида, США.
Государственная печать штата применяется для скрепления различных официальных документов правительства штата и его законодательного собрания. Эмблема печати широко используется на правительственных зданиях, транспортных средствах и других объектах для обозначения их принадлежности к органам государственного управления штата Флорида. Изображение печати присутствует на флаге штата Флорида.

## Описание
На государственной печати штата Флорида изображена береговая линия, вдоль которой женщина из индейского племени семинолов рассыпает цветки гибискуса. На заднем плане стоит один из символов Флориды — латания. На фоне поднимающегося яркого солнца с бьющими во все стороны лучами плывёт колёсный пароход с убранными парусами. На внешней окружности печати, в её верхних двух третях написана фраза «Great Seal of the State of Florida» (англ. «Большая печать штата Флорида»), в нижней трети полуокружности — «In God We Trust» (англ. «На Бога уповаем»).

## История
Первая версия дизайна государственной печати штата появилась в 1861 году и на переднем плане содержала изображение женского символа свободы с бочками и деревянными ящиками у её ног. На втором плане нарисована карта Флориды и плавающие в Мексиканском заливе лодки.
В 1868 году законодательным собранием штата были утверждены новые правила по разработке официальной печати Флориды и немного позднее был разработан новый дизайн государственной печати штата. Несмотря на то, что во всех версиях печати штата сохраняются главные элементы символики, сами изображения печатей в значительной мере различаются между собой. Дизайн печати 1868 года с точки зрения геральдики был неверным, поскольку содержал изображение креста Святого Андрея на мачте парохода, и просуществовал без изменений вплоть до 1900 года.
Печать содержала и множество других неточностей таких, как изображение женщины с индейских племён Великих Равнин вместо племени семинолов, кокосовые пальмы, для которых Флорида не является родной землёй и изображение крутой горы на заднем плане изображения в то время, как во Флориде нет горных систем. По мере устранения неточностей дизайн печати штата менялся несколько раз. В 1970 году в печать очередной раз внесли изменения, в результате чего на ней помещено изображение латании, являющейся официальным символом штата Флорида с 1953 года.
В настоящее время используется эмблема государственной печати штата Флорида, представленная на утверждение в 1985 году Генеральным секретарём штата Джорджом Файерстоуном и утверждённая губернатором Бобом Грэхэмом и законодательным собранием штата Флорида.

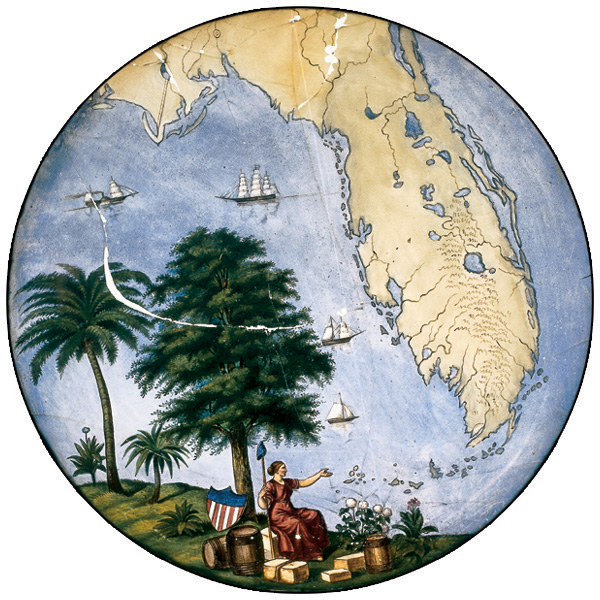
Печать штата Флорида, 1868 год
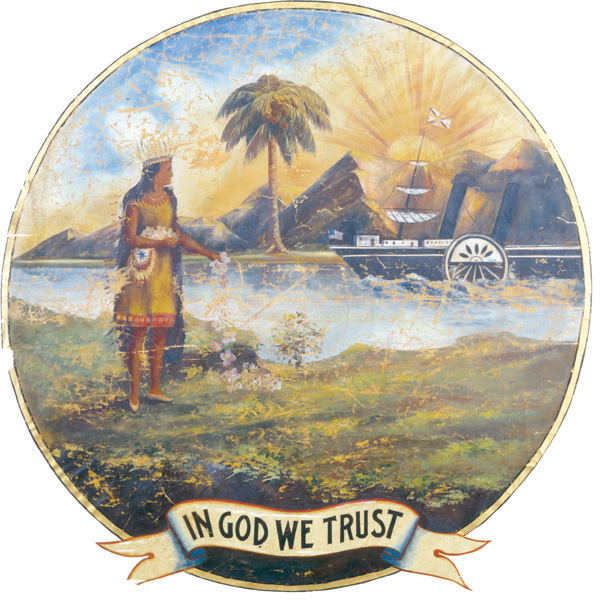
Печать штата Флорида, 1861 год